# Corona solare

La corona solare durante un'eclisse

La corona solare è la parte più esterna dell'atmosfera del Sole.
Formata da gas (soprattutto idrogeno) e vapori provenienti dagli strati sottostanti dell'atmosfera solare, si estende per milioni di chilometri; la corona è stata rilevata nel 2021 dalla sonda Parker Solar Probe che è passata attraverso di essa: è di forma molto approssimativamente sferica ma estremamente caotica con una estensione che va da 19,7 a 18,4 raggi solari a causa delle linee magnetiche generate dall'interazione delle celle sottostanti che producono un fenomeno ("switch backs") in continua instabilità che piega ed attorciglia estremamente i campi magnetici deformando la corona variabilmente.
La corona è visibile, assieme alla cromosfera, durante le eclissi solari totali, o con l'ausilio di un apposito strumento, il coronografo.: essendo estremamente calda (fino a milioni di gradi Celsius), la materia in essa contenuta è sotto forma di plasma. Il meccanismo che la riscalda non è perfettamente compreso, ma una parte rilevante è sicuramente giocata dal campo magnetico solare, mentre il motivo della sua normale invisibilità ad occhio nudo è che è estremamente tenue.
L'elevata temperatura della corona determina le insolite righe spettrali, che indussero a pensare nel XIX secolo, che l'atmosfera solare contenesse un elemento chimico ignoto, che fu denominato "coronio". Queste righe spettrali erano invece dovute alla presenza di ioni di ferro che avevano perso 13 elettroni esterni (Fe-XIV), processo di fortissima ionizzazione che può avvenire soltanto a temperature del plasma superiori a 106 kelvin.
In effetti, che il Sole avesse una corona a un milione di gradi fu scoperto per la prima volta da Walter Grotrian nel 1939 e da Bengt Edlén nel 1941, in seguito all'identificazione delle righe coronali (osservate sin dal 1869) come transizioni di livelli metastabili di metalli altamente ionizzati (la riga verde del FeXIV a 5303 Å, ma anche la riga rossa del FeX a 6374 Å).

## Caratteristiche fisiche

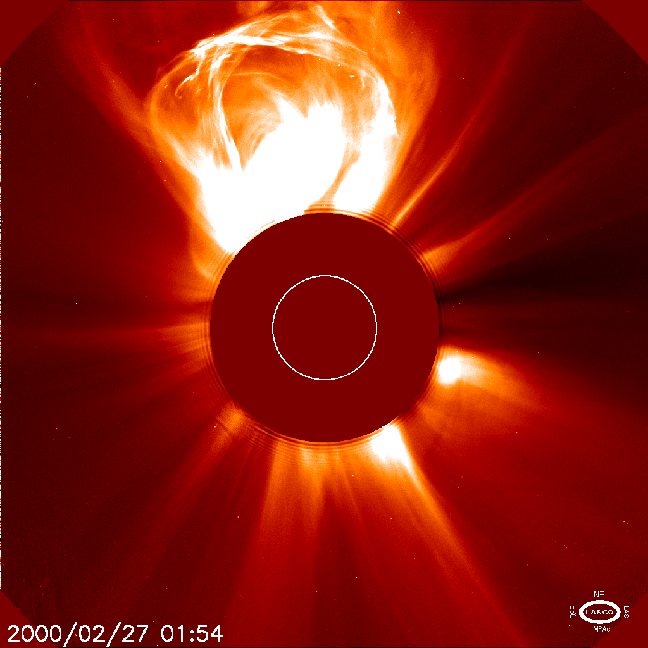
CME solare. Fonte NASA

La corona solare è molto più calda (di un fattore 200) della superficie visibile del Sole: la temperatura effettiva della fotosfera è di 5777 K, mentre la corona ha una temperatura media di un milione di kelvin, ma invero si tratterebbe di temperatura cinetica.. Quindi essa ha una densità media calcolata in 10−12 volte quella della fotosfera e produce un milionesimo della luce visibile. La corona è separata dalla fotosfera dalla cromosfera. Il meccanismo esatto di riscaldamento è tema di dibattito scientifico.
L'altissima temperatura e la estremamente rarefatta densità della corona (apparente contraddizione di un fenomeno fisico ancora poco conosciuto e non comunemente sperimentato) forniscono delle caratteristiche spettrali insolite, alcune delle quali suggerirono nel XIX secolo che contenesse un elemento allora sconosciuto chiamato coronium, tuttavia è stato appurato che derivano da elementi conosciuti in uno stato di alta ionizzazione del ferro, che possono esistere soltanto a temperature dell'ordine del milione di gradi.

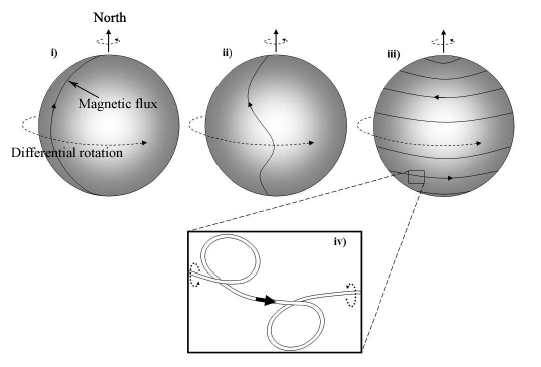
Un disegno che mostra la configurazione del flusso magnetico durante il ciclo solare.

La corona non è equivalentemente distribuita attorno alla superficie: durante i periodi di quiete è approssimativamente confinata nelle regioni equatoriali, con i cosiddetti buchi coronali nelle regioni polari, mentre durante i periodi di attività solare essa è distribuita attorno all'equatore e ai poli ed è maggiormente presente nelle aree di attività delle macchie solari.
Il ciclo solare dura approssimativamente 11 anni, da un minimo solare al successivo. A causa della rotazione differenziale (l'equatore ruota più velocemente dei poli), l'attività delle macchie solari sarà più pronunciata in vicinanza del massimo solare quando il campo magnetico è più attorcigliato. Associati alle macchie solari vi sono gli archi coronali, anelli di flusso magnetico, che fuoriescono dall'interno del sole.
Sin da quando sono state riprese le prime immagini nei raggi X ad alta risoluzione dal satellite Skylab nel 1973, ed in seguito da Yohkoh e dagli altri satelliti, si è visto che la struttura della corona è molto complessa e variegata, ed è stato necessario classificare le diverse zone caratteristiche visibili sul disco coronale. Si distinguono generalmente diverse regioni e ne emerge il seguente quadro morfologico, qui di seguito descritto brevemente.

### Le regioni attive
Le regioni attive sono insiemi di strutture ad arco che connettono punti di polarità magnetica opposta in fotosfera, gli anelli coronali. Si dispongono generalmente in due fasce di attività parallele all'equatore solare. La temperatura media è compresa tra due e quattro milioni di kelvin, mentre la densità è compresa tra 109 e 1010 particelle per cm³.

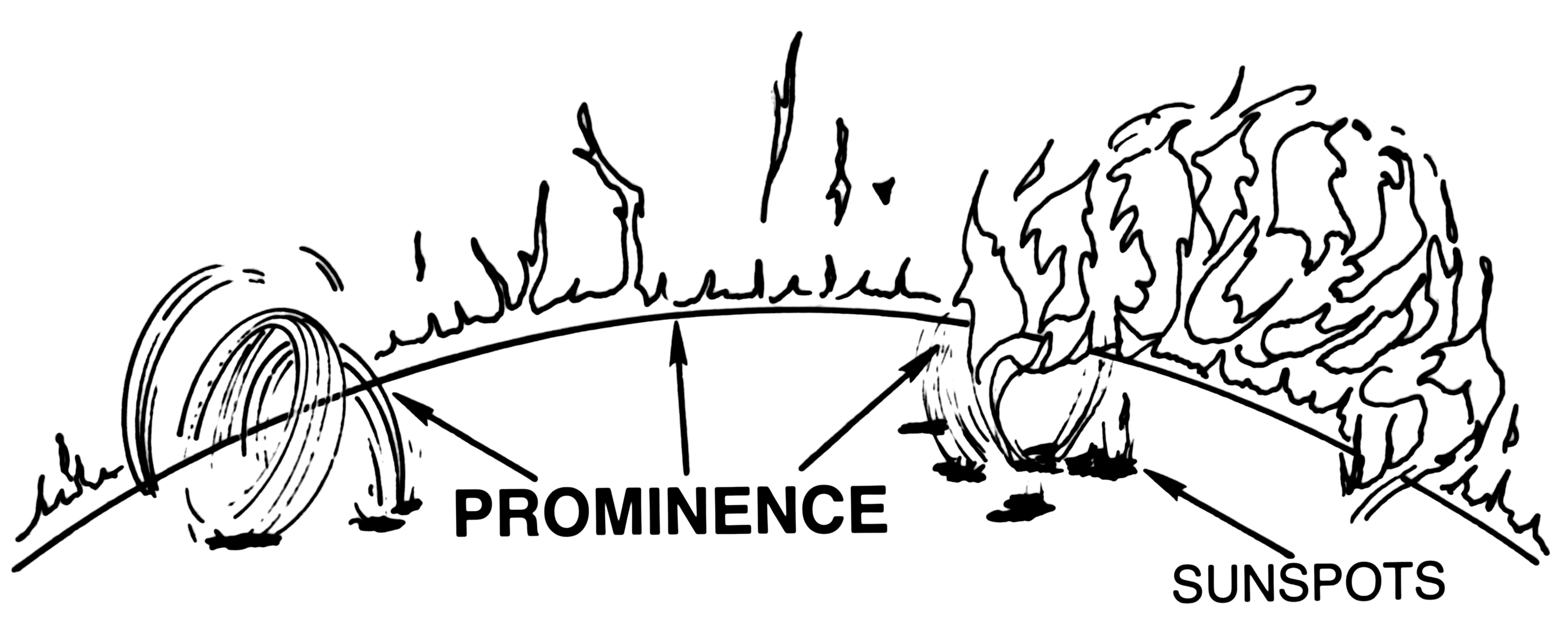
Protuberanza (PSF)

Le regioni attive comprendono tutti i fenomeni direttamente connessi al campo magnetico ai quali si fa riferimento
quando si parla di attività solare e che avvengono ad altezze molto differenti sulla superficie del Sole: macchie solari e facule (in fotosfera), spicole, filamenti e "plage" (in cromosfera), protuberanze (in cromosfera e nella regione di transizione, ma anche in corona), e brillamenti. Questi ultimi di solito interessano la corona e la cromosfera, ma se sono molto violenti possono anche perturbare la fotosfera e dare luogo persino a un'onda di Moreton, descritta da Uchida.
Al contrario, le protuberanze sono strutture estese e fredde che si vedono in Hα come strisce scure (filamenti) sul disco solare, a forma di serpente. La loro temperatura è di circa 5000-8000 K e pertanto sono considerate strutture cromosferiche.

#### Archi Coronali

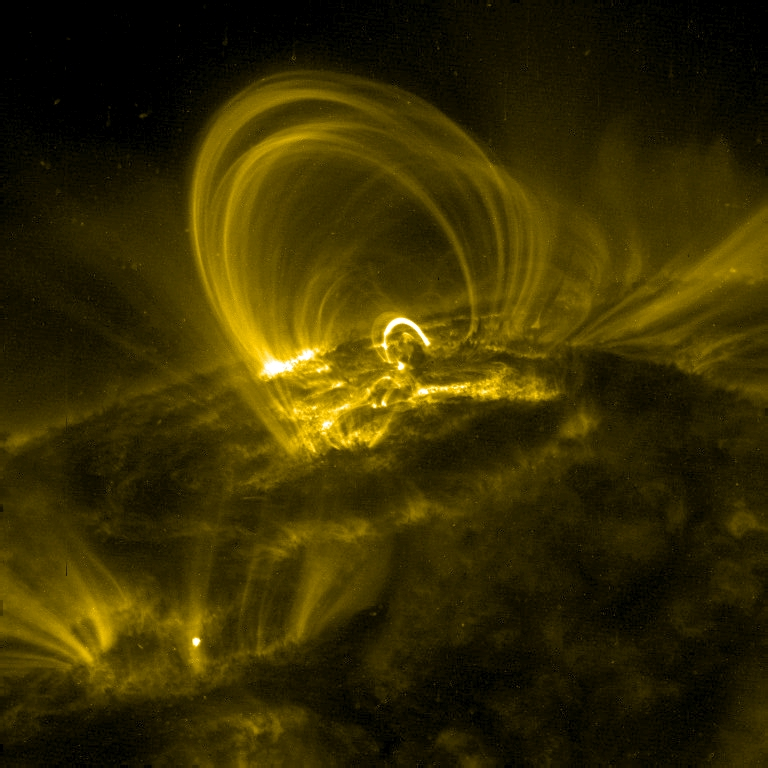
Archi coronali ripresi dalla sonda TRACE con un filtro a 17,1 nm

Gli archi coronali sono le strutture basilari della corona create dal campo magnetico. Questi anelli sono le strutture magnetiche chiuse analoghe alle strutture aperte che possono essere trovate nei buchi coronali nelle regioni polari e nel vento solare. Questi tubi di flusso magnetico emergono dalla superficie del sole e sono pieni di plasma caldissimo. A causa dell'elevatissima attività magnetica in queste regioni attive, gli archi coronali possono essere spesso i precursori dei brillamenti e delle espulsioni di massa coronali.
Il plasma solare che riempie queste strutture è riscaldato da 4400 K fino a oltre 106 K, a partire dalla fotosfera e dalla cromosfera attraverso la regione di transizione fino alla corona. Spesso, il plasma solare è spinto in questi archi da un piede verso l'altro da una differenza di pressione che si crea tra i due punti alla base e si instaura così un flusso a sifone, o in generale, un flusso asimmetrico dovuto a qualche altra causa.
Quando il plasma risale dai piedi verso l'alto, come succede sempre durante la fase iniziale dei brillamenti che non alterano la topologia del campo magnetico, si parla si evaporazione cromosferica. Quando il plasma raffredda, si può avere invece la condensazione cromosferica.
Si può anche avere un flusso simmetrico da entrambi i piedi dell'arco, che provoca un aumento della densità all'interno dell'arco. Il plasma può raffreddare molto rapidamente in questa regione (a causa di una instabilità termica) creando filamenti scuri sul disco solare o protuberanze sul bordo del disco. Gli archi coronali possono avere tempi di vita dell'ordine dei secondi (nel caso dei brillamenti), minuti, ore o giorni. Di solito gli archi coronali che durano per lunghi periodi di tempo si dicono in stato stazionario, nei quali si ha un equilibrio energetico tra potenza immessa e dissipata.
Gli archi coronali sono diventati molto importanti da quando si cerca di comprendere l'attuale problema del riscaldamento coronale. Gli anelli coronali sono sorgenti di plasma che irradiano notevolmente e pertanto facili da osservare da strumenti come TRACE; essi costituiscono degli ottimi laboratori da osservare per studiare fenomeni come le oscillazioni solari, la propagazione delle onde e i nanobrillamenti. Ad ogni modo, rimane difficile trovare una soluzione al problema del riscaldamento coronale, poiché queste strutture vengono osservate da lontano, lasciando molte ambiguità di interpretazione (ad esempio, il contributo della radiazione lungo la linea di vista). Misurazioni in-situ sono necessarie prima che una risposta definitiva possa essere data; la missione Parker Solar Probe della NASA partita nel 2018 raccoglierà dati a distanza ravvicinata dal Sole.

Archi coronali che connettono regioni di polarità magnetica opposta (A) e campo magnetico unipolare nel buco coronale (B)

#### Le strutture a grande scala
Le strutture a grande scala sono degli archi molto ampi che possono ricoprire fino a un quarto del disco solare e contengono plasma meno denso degli archi presenti nelle regioni attive.
Furono scoperte per la prima volta l'8 giugno 1968 durante l'osservazione di un brillamento compiuta da una sonda spaziale.
La struttura a grande scala della corona cambia durante il ciclo undecennale di attività solare e diventa particolarmente elementare durante il periodo di minimo, quando il campo magnetico solare è approssimativamente quello di un dipolo (più una componente quadripolare).

#### Le interconnessioni di regioni attive
Le interconnessioni di regioni attive sono archi che connettono zone di polarità magnetica opposta, in regioni attive diverse. Variazioni significative di queste strutture sono viste spesso dopo un brillamento.
Altre strutture di questo tipo sono gli helmet streamer, grandi pennacchi con la forma a cappuccio con lunghe punte che di solito sovrastano le macchie solari e le regioni attive. Questi pennacchi coronali sono considerati le sorgenti del vento solare lento.

#### Le cavità di filamento
Le cavità di filamento sono zone che appaiono scure nei raggi X e sono sovrastanti regioni in cui si osservano i filamenti in Hα in cromosfera.
Furono osservate per la prima volta dalle due sonde spaziali del 1970 che scoprirono anche la presenza dei buchi coronali.
Le cavità di filamento sono nubi di gas più freddo, sospese sulla superficie del Sole da forze magnetiche.
Le regioni di intenso campo magnetico appaiono scure nelle immagini, perché sono povere di gas caldo. Infatti, la somma della pressione magnetica e della pressione del plasma deve essere costante dappertutto sull'eliosfera per avere una configurazione di equilibrio: dove il campo magnetico è più elevato, il plasma deve essere più freddo o meno denso. La pressione del plasma {\displaystyle p} può essere calcolata dall'equazione di stato per un gas perfetto {\displaystyle p=nK_{B}T}, dove {\displaystyle n} è la densità di particelle per unità di volume, {\displaystyle K_{B}} la costante di Boltzmann e {\displaystyle T} la temperatura del plasma. È evidente dall'equazione che la pressione del plasma diminuisce quando la temperatura del plasma decresce rispetto alle regioni circostanti, oppure quando la zona di intenso campo magnetico si svuota. Lo stesso effetto fisico rende le macchie solari scure in fotosfera.

#### I punti brillanti
I punti brillanti sono piccole regioni attive disseminate su tutto il disco solare. I punti brillanti furono osservati per la prima volta nei raggi X l'8 aprile 1969 da una sonda spaziale.
La frazione della superficie solare coperta dai punti brillanti varia con il ciclo solare. Essi sono associati a piccole regioni bipolari del campo magnetico. La loro temperatura media varia da 1,1 MK a 3,4 MK. Le variazioni in temperatura sono spesso correlate a cambiamenti nell'emissione nei raggi X.

### I buchi coronali
I buchi coronali sono le regioni polari che appaiono scure nei raggi X poiché emettono pochissima radiazione. Sono vaste regioni del Sole in cui il campo magnetico è unipolare e si apre verso lo spazio interplanetario. Da queste regioni ha origine il vento ad alta velocità.
Nelle immagini UV dei buchi coronali, si vedono spesso delle altre piccole strutture, simili a delle bolle di forma allungata, che appaiono sospese nel vento solare. Queste sono le cosiddette piume coronali. Più esattamente esse hanno la forma di lunghe e sottili stelle filanti che si spingono verso l'esterno dal polo nord e sud del Sole.

### Il Sole quieto
Le regioni solari che non fanno parte delle regioni attive e dei buchi coronali sono comunemente identificate come parte del Sole quieto.
La regione equatoriale ha velocità di rotazione maggiore delle zone polari. Il risultato della rotazione differenziale del Sole è che le regioni attive nascono sempre in due fasce parallele all'equatore e la loro estensione aumenta durante i periodi di massimo del ciclo solare, mentre quasi scompaiono durante ciascun periodo di minimo. Pertanto il Sole quieto coincide sempre con la zona equatoriale e la sua superficie è inferiore durante il massimo del ciclo solare. In vicinanza del minimo, l'estensione del Sole quieto aumenta fino a ricoprire l'intera superficie del disco solare con l'esclusione dei poli in cui vi sono i buchi coronali e di qualche punto brillante.

## Variabilità della corona

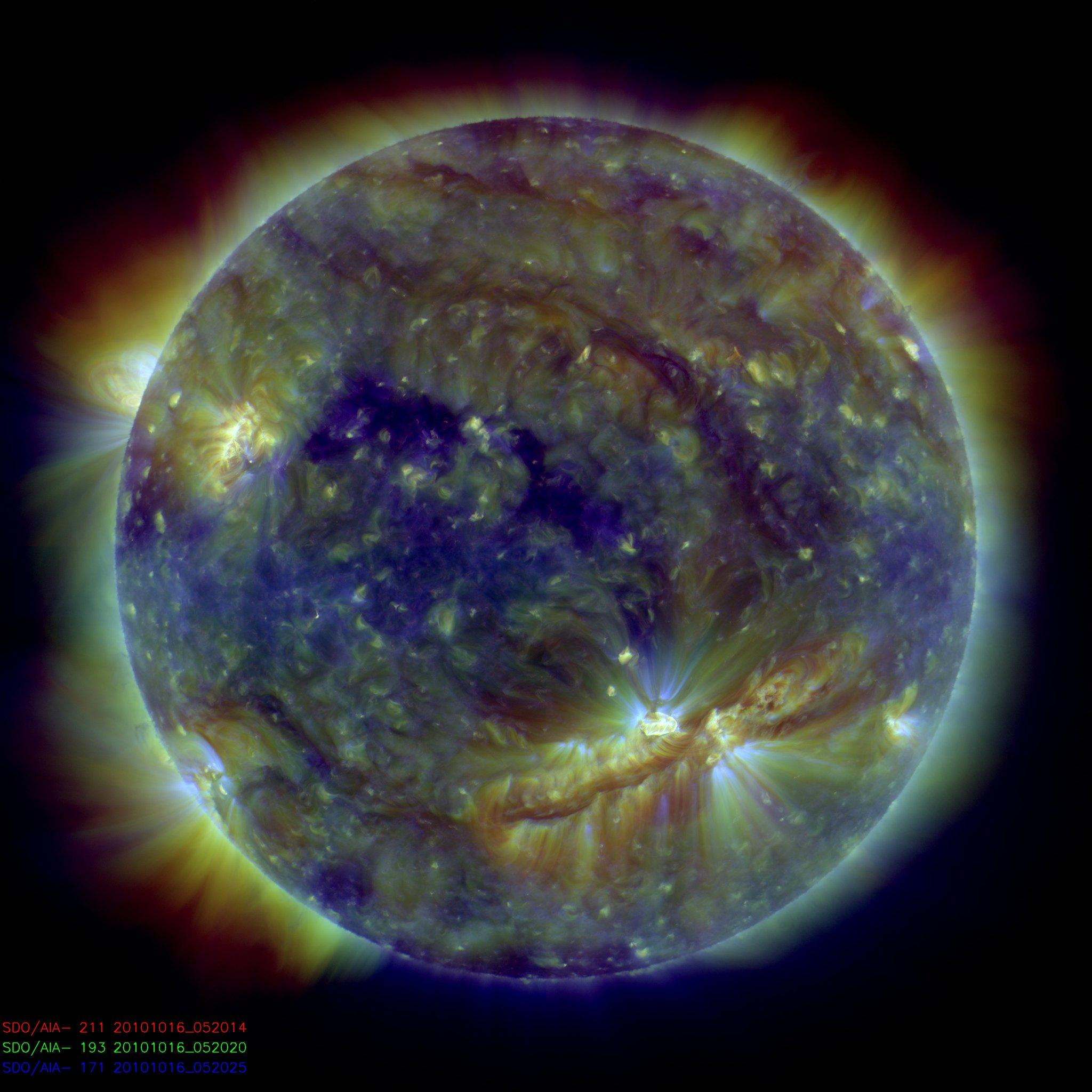
Immagine ripresa da Solar Dynamics Observatory il 16/10/2010. Una lunghissima cavità di filamento è visibile nella zona a sud dell'emisfero solare.

Un quadro altrettanto differenziato da quello morfologico emerge da un'analisi della dinamica delle principali strutture della corona, che si evolvono su tempi molto differenti tra loro.
Studiare la variabilità coronale nel suo complesso non è semplice perché i tempi di evoluzione delle varie strutture possono variare anche di sette ordini di grandezza. Allo stesso modo variano le dimensioni tipiche delle regioni in cui avvengono gli eventi coronali, come si evince dalla seguente tabella:
| Tipo di evento                             | Tempo caratteristico | Dimensione tipica (Km) |
| ------------------------------------------ | -------------------- | ---------------------- |
| Brillamento da regione attiva              | da 10 a 10.000 sec   | 10.000-100.000         |
| Brillamento da punto brillante nei raggi X | minuti               | 1.000-10.000           |
| Transienti in archi da regione attiva      | da minuti a ore      | ~100.000               |
| Transienti in archi da interconnessione    | da minuti a ore      | ~100.000               |
| Corona quieta                              | da ore a mesi        | 100.000-1.000.000      |
| Buco coronale                              | parecchie rotazioni  | 100.000-1.000.000      |

### I brillamenti

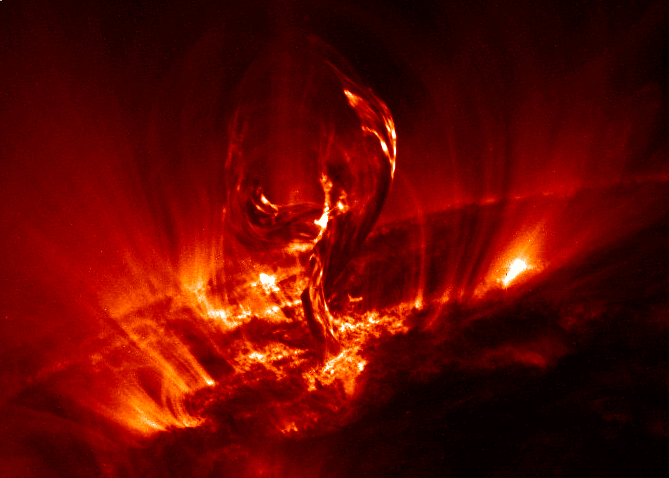
Filamento che erutta durante un brillamento, osservato negli EUV (TRACE)

I brillamenti hanno luogo nelle regioni attive e danno luogo ad improvvisi aumenti del flusso di radiazione emesso in regioni limitate della corona. Sono fenomeni molto complessi, osservabili in diverse bande, interessano parecchie zone dell'atmosfera solare e coinvolgono parecchi effetti fisici, termici e non termici, e talvolta estese ricombinazioni di campo magnetico ed espulsione di materiale.
Si tratta di fenomeni impulsivi, della durata media di 15 minuti, anche se alcuni fenomeni più energetici possono durare diverse ore. I brillamenti implicano un notevole e rapido aumento della densità e della temperatura.
Solo raramente si osserva emissione in luce bianca, di solito i brillamenti si vedono soltanto nelle bande UV e X, caratteristiche dell'emissione cromosferica e coronale.
In corona la morfologia dei brillamenti che può desumersi dalle osservazioni nei raggi X morbidi e duri, nella banda UV e in Hα è molto complessa. Ad ogni modo si possono distinguere
due tipi di strutture:
- brillamenti compatti, in cui ciascuno degli archi in cui avviene l'evento mantiene inalterata la sua struttura: si osserva soltanto un aumento dell'emissione senza significative variazioni morfologiche. L'energia emessa è dell'ordine di 1022 - 1023 J.
- brillamenti di lunga durata, associati a eruzioni di protuberanze, transienti in luce bianca e "two-ribbon flares"[21]: in questo caso gli archi magnetici si riconfigurano durante l'evento. Le energie emesse durante questi eventi di così vaste proporzioni possono raggiungere i 1025 J.

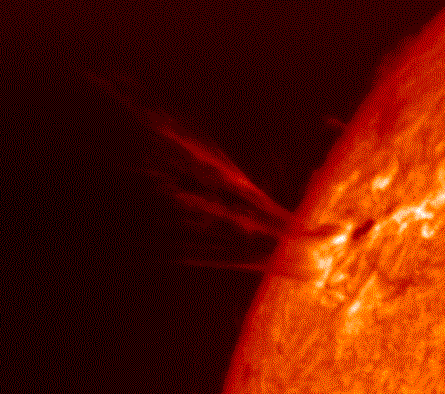
Esplosione dalla corona solare

Per quanto riguarda la dinamica temporale si distinguono in genere tre diverse fasi, di durata molto differente tra loro, che possono dipendere anche drasticamente dalla banda di lunghezze d'onda in cui si osserva l'evento:
- una fase iniziale impulsiva, la cui durata è dell'ordine dei minuti, in cui spesso si hanno elevate emissioni di energia anche nelle microonde, in EUV e nei raggi X duri.
- una fase di massimo.
- una fase di decadimento, che può durare diverse ore.

Talvolta si riesce a distinguere anche una fase che precede il brillamento, detta fase "pre-flare".

### Le espulsioni di massa coronale
I "transienti" della corona (detti anche espulsioni di massa coronale o CME) sono enormi quantità di materiale della corona che viaggiano dal Sole a più di milioni di km/h, e contenenti circa 10 volte l'energia del brillamento che li provoca. Alcune espulsioni maggiori possono emettere centinaia di milioni di tonnellate di materia nello spazio: quando raggiungono la Terra possono danneggiare i satelliti e disturbare le telecomunicazioni.

### Una tempesta solare
Questi filmati sono stati ripresi dal satellite SOHO nell'arco di due settimane tra ottobre e novembre del 2003. Le immagini sono state riprese contemporaneamente dai diversi strumenti a bordo del satellite, MDI (che produce magnetogrammi), EIT (che fotografa la corona nell'ultravioletto) e LASCO (il coronografo).
Il primo video in alto a sinistra (in grigio) mostra i magnetogrammi al variare del tempo. In alto a destra (in giallo) è visibile la fotosfera in luce bianca filmata da MDI.
Inoltre EIT ha filmato l'evento nei suoi quattro filtri sensibili a diverse lunghezze d'onda, che selezionano plasma a diverse temperature. Le immagini in arancione (a sinistra) si riferiscono al plasma della cromosfera-regione di transizione, mentre quelle in verde (a destra) alla corona.
Nell'ultimo filmato al centro in basso le immagini del Sole nell'ultravioletto riprese da EIT sono state combinate con quelle riprese dal coronografo LASCO.
Tutti gli strumenti hanno registrato la tempesta che è considerata come uno degli esempi di
maggiore attività solare osservata da SOHO e forse dalla comparsa delle prime osservazioni solari dallo spazio.
La tempesta ha coinvolto tutto il plasma dell'atmosfera solare dalla cromosfera alla corona, come si può vedere nei filmati, che sono ordinati da sinistra a destra, dall'alto in basso,
nella direzione in cui aumenta la temperatura del sole: fotosfera (giallo), cromosfera-regione di transizione (arancione), corona interna (verde) e corona esterna (blu).
La corona è visibile attraverso il coronografo LASCO, che blocca la luce proveniente dal disco brillante del Sole, in modo che anche la radiazione molto più debole della corona può essere vista. In questo filmato, il coronografo interno (denominato C2) è combinato con il coronografo esterno (C3).
Mentre il video va avanti, possiamo osservare un certo numero di strutture del Sole attivo. Lunghi pennacchi irradiano verso l'esterno dal Sole e oscillano dolcemente a causa della loro interazione con il vento solare. Le regioni bianche brillanti sono visibili a causa della elevata densità degli elettroni liberi che diffondono la luce dalla fotosfera verso l'osservatore. I protoni e gli altri atomi ionizzati sono presenti anch'essi, ma non sono visibili poiché non interagiscono con i fotoni altrettanto frequentemente degli elettroni. Di tanto in tanto si osservano delle espulsioni di massa coronali che vengono lanciate dal Sole. Alcuni di questi getti di particelle possono saturare le fotocamere con un effetto simile alla neve.
Visibili nei coronografi sono anche le stelle e i pianeti. Le stelle sono viste spostarsi lentamente a destra, trasportate dal moto relativo del Sole e della Terra. Il pianeta Mercurio è visibile come un punto brillante che si sposta dalla sinistra del Sole.

## Corone stellari
Altre stelle oltre al Sole possiedono corone, che possono essere rilevate dai telescopi a raggi X. Le corone stellari si trovano in tutte le stelle della sequenza principale della parte fredda del diagramma Hertzsprung-Russell.
Nelle stelle giovani alcune corone possono essere più luminose di quella del Sole. Per esempio, FK Comae Berenices è il prototipo della classe FK Com di stelle variabili. Queste sono giganti di classe spettrale G e K con un'insolita rotazione rapida e altri segni di straordinaria attività. Le loro corone sono tra le più luminose nei raggi X (Lx ≥ 1032 erg·s−1 or 1025W) e tra le più calde tra quelle conosciute con temperature dominanti fino a 40 MK.
Le osservazioni astronomiche compiute con l'Osservatorio Einstein da Giuseppe Vaiana e il suo gruppo hanno mostrato che le stelle F, G, K e M possiedono cromosfere e spesso anche corone in modo simile al Sole. Le stelle O-B, pur non avendo la zona di convezione, hanno una forte emissione nei raggi X. Ad ogni modo queste stelle non hanno una corona, ma gli strati stellari più esterni emettono questa radiazione durante shock dovuti a instabilità termiche che avvengono in bolle di gas che si muovono rapidamente.
Anche le stelle A non hanno la zona di convezione ma non emettono negli UV e nei raggi X. Pertanto sembra che non abbiano né cromosfera né corona.

## Fisica della corona

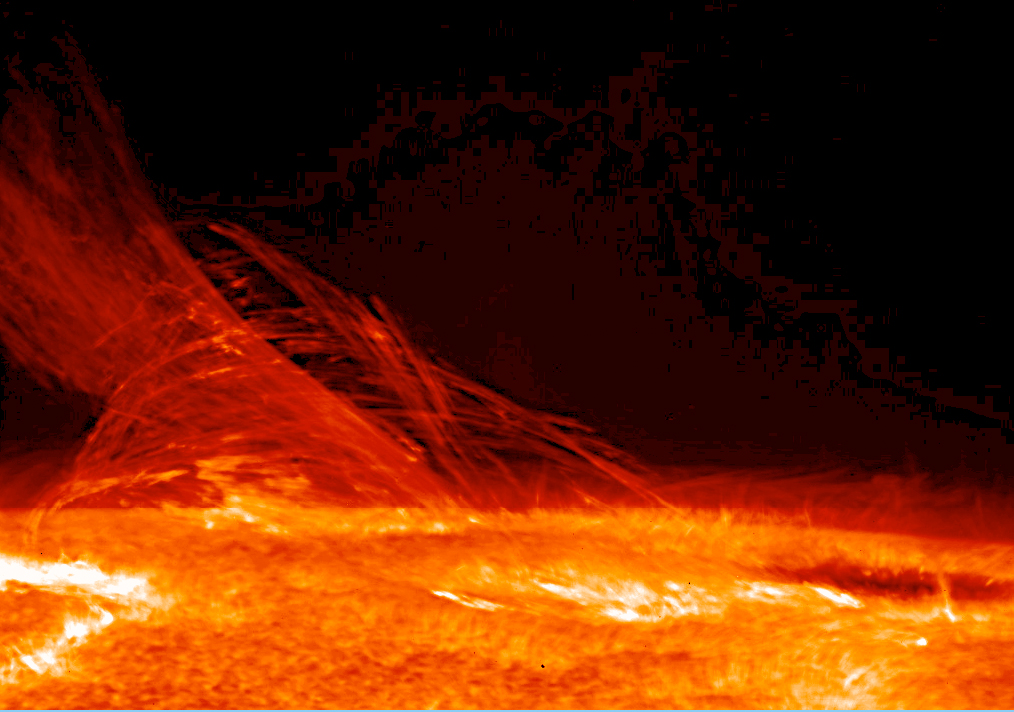
Ripresa da Hinode il 12/01/2007 questa immagine rivela la natura filamentare delle strutture coronali.

La materia che costituisce la parte più esterna dell'atmosfera solare si trova allo stato di plasma, ad altissima temperatura (di qualche milione di gradi) e a bassissima densità (dell'ordine di 1015 particelle per metro cubo). Per definizione di plasma, si tratta di un insieme quasi neutro di particelle che esibisce un comportamento collettivo.
La composizione è la stessa di quella all'interno del Sole, essenzialmente idrogeno, ma completamente ionizzato, quindi protoni ed elettroni, più una piccola frazione di tutti gli altri atomi nelle stesse percentuali presenti in fotosfera. Persino i metalli più pesanti, come il ferro, sono parzialmente ionizzati ed hanno perso una buona parte degli elettroni più esterni. Lo stato di ionizzazione di un dato elemento chimico dipende strettamente dalla temperatura ed è regolato dall'equazione di Saha. La presenza di righe di emissione di stati altamente ionizzati del ferro e di altri metalli ha permesso di determinare con esattezza la temperatura del plasma coronale e di scoprire che la corona era molto più calda degli strati dell'atmosfera più interni della cromosfera.
La corona si presenta quindi come un gas caldissimo ma leggerissimo: si pensi che la pressione in fotosfera è di solito soltanto 0,1-0,6 Pa, mentre sulla Terra la pressione atmosferica è di circa 100 kPa, cioè quasi un milione di volte più grande che sulla superficie solare. Tuttavia non è del tutto vero che si tratta di un gas, perché è costituita da particelle cariche, essenzialmente protoni ed elettroni, che si muovono a velocità diverse. Supponendo che mediamente abbiano la stessa energia cinetica (per il teorema di equipartizione dell'energia), gli elettroni hanno una massa circa 1800 volte più piccola dei protoni, quindi acquistano una maggiore velocità. Gli ioni metallici sono sempre quelli più lenti. Questo fatto ha delle conseguenze fisiche notevoli sia sui processi di radiazione, che nella corona sono molto diversi che in fotosfera, sia sulla conduzione termica. Inoltre la presenza di cariche elettriche induce la generazione di correnti elettriche e di intensi campi magnetici. In questo plasma si possono propagare anche delle onde magneto-idrodinamiche, anche se non è ancora chiaro come esse possano essere trasmesse o generate nella corona.

### Radiazione
La corona emette radiazione principalmente nei raggi X che può essere osservata soltanto dallo spazio.
Il plasma della corona è trasparente alla propria radiazione e a quella proveniente da regioni retrostanti, pertanto si dice che è otticamente sottile. Il gas infatti è molto rarefatto e il cammino libero medio dei fotoni supera di gran lunga tutte le altre lunghezze in gioco, comprese le dimensioni delle strutture coronali.
Diversi processi di radiazione intervengono nell'emissione, che è determinata principalmente dai processi di collisione binaria tra le particelle che costituiscono il plasma, mentre le interazioni con i fotoni provenienti dalle regioni sottostanti sono rarissime.
Poiché l'emissione è controllata dai processi di collisione tra ioni ed elettroni, l'energia irradiata da un volume unitario nell'unità di tempo risulta proporzionale al quadrato del numero di particelle per unità di volume, o più esattamente, al prodotto della densità elettronica per la densità dei protoni.
I processi di emissione continua sono il bremstrahlung (radiazione di frenamento) e il contributo alla radiazione che deriva dalla ricombinazione degli ioni con gli elettroni. Inoltre per la determinazione delle perdite radiative, occorre tenere in considerazione tutte le righe di emissione degli elementi chimici che compongono l'atmosfera solare, che si formano nella regione di transizione e in corona, e si sovrappongono all'emissione continua. Tali righe costituiscono il contributo dominante fino alla temperatura di 30 MK; oltre questo valore il processo di emissione più importante diventa il bremstrahlung degli elettroni, che irradiano quando rallentano perché risentono della forza elettrica di attrazione dei protoni e perdono parte della loro energia cinetica. Molto importanti sono anche i processi a due fotoni, che avvengono in seguito all'eccitazione di un livello metastabile in un atomo di configurazione simile all'idrogeno o all'elio, con l'emissione di due fotoni.

### Conduzione termica

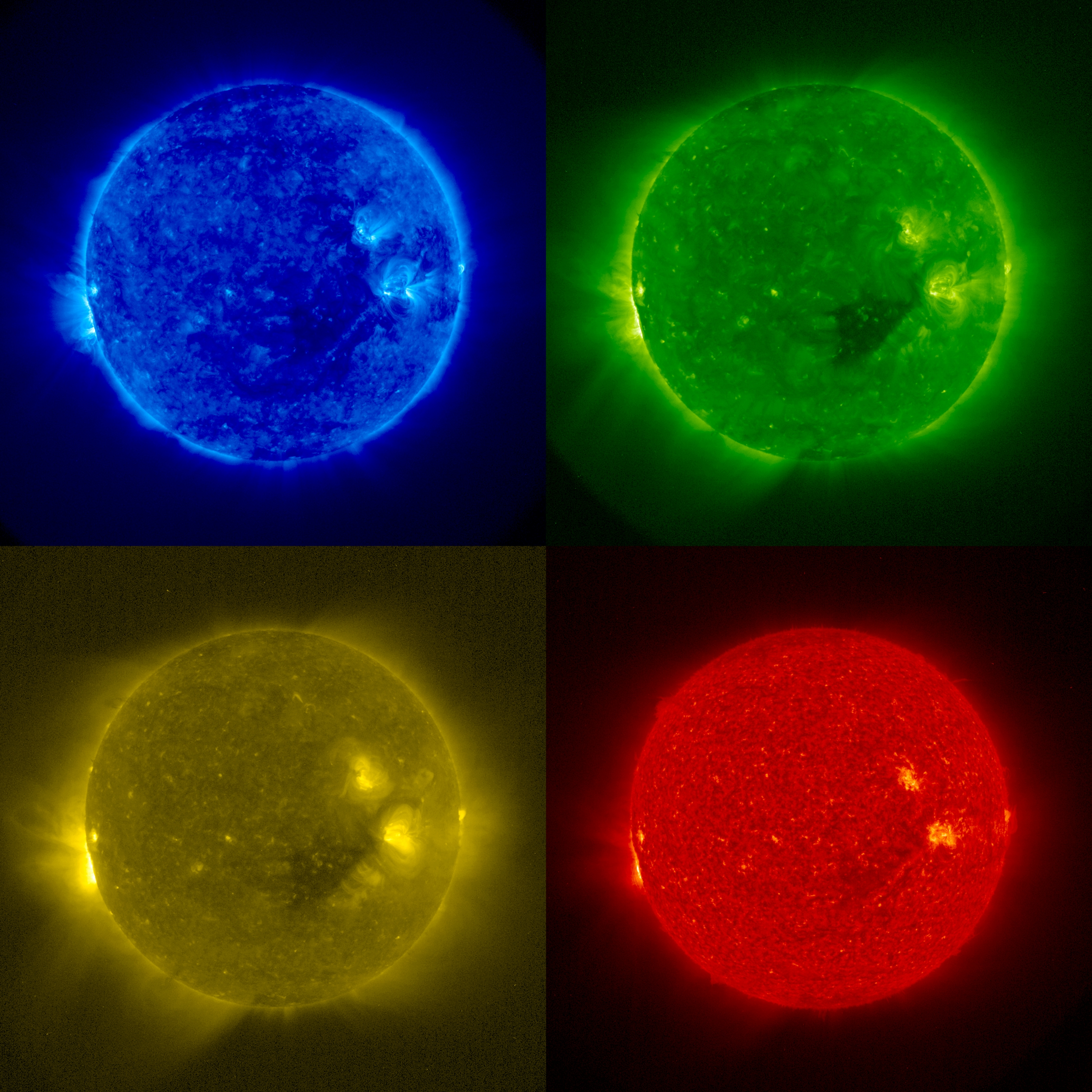
Una composizione di immagini negli EUV riprese da STEREO 1l 4/12/2006. Questi falsi colori mostrano l'atmosfera solare a differenti temperature. In senso orario dall'alto a sinistra: 1 milione di gradi C (171 Å - blu); 1,5 milioni °C (195 Å - verde), 60.000 - 80.000 °C (304 Å - rosso), e 2,5 milioni °C (286 Å - giallo).

Nella corona la conduzione termica avviene dall'esterno più caldo verso gli strati interni più freddi. I responsabili del processo di diffusione del calore sono gli elettroni, che molto più leggeri degli ioni, si muovono più velocemente, come spiegato sopra.
In presenza di un campo magnetico la conducibilità del plasma diventa più elevata in direzione parallela alle linee di campo piuttosto che in direzione perpendicolare. Una particella carica che si muove in direzione perpendicolare al campo magnetico subisce la forza di Lorentz che è normale al piano individuato dalla velocità e dal campo magnetico. Questa forza la costringe a muoversi lungo spirali attorno alle linee di campo, alla frequenza di ciclotrone. 
In generale, poiché le particelle hanno anche una componente della velocità lungo il campo magnetico, l'effetto della forza di Lorentz è quello di costringerle a percorrere traiettorie a spirale attorno alle linee di campo. Se le collisioni tra le particelle sono molto frequenti, esse vengono deviate dalla loro traiettoria e statisticamente procedono in modo casuale in tutte le direzioni. Questo è quello che avviene in fotosfera, dove è il plasma a trascinare il campo magnetico con sé nel suo moto. Nella corona, invece, il cammino libero medio degli elettroni è dell'ordine del chilometro ed anche più, e pertanto ciascun elettrone può compiere molte eliche attorno alle linee di campo prima di essere deviato in seguito ad una collisione. Pertanto la trasmissione del calore è favorita lungo le linee del campo magnetico ed inibita in direzione perpendicolare.
In direzione longitudinale al campo magnetico, la conducibilità termica della corona è data da.
{\displaystyle k=20\left({\frac {2}{\pi }}\right)^{3/2}{\frac {\left(k_{B}T\right)^{5/2}k_{B}}{m_{e}^{1/2}e^{4}\ln \Lambda }}\approx 1.8~10^{-10}~{\frac {T^{5/2}}{\ln \Lambda }}~Wm^{-1}K^{-1}}
dove {\displaystyle k_{B}} è la costante di Boltzmann, {\displaystyle T} è la temperatura in kelvin, {\displaystyle m_{e}} la massa dell'elettrone, {\displaystyle e} la carica elettrica dell'elettrone,
{\displaystyle \ln \Lambda =\ln \left(12\pi n\lambda _{D}^{3}\right)}
il logaritmo di Coulomb, con
{\displaystyle \lambda _{D}={\sqrt {\frac {k_{B}T}{4\pi ne^{2}}}}}
la lunghezza di Debye del plasma di densità {\displaystyle n} di particelle per unità di volume. Il logaritmo di Coulomb {\displaystyle \ln \Lambda } vale circa 20 in corona, per una temperatura media di 1 MK ed una densità di 1015 particelle per m3, e circa 10 in cromosfera, laddove la temperatura è di circa 10 kK e la densità è dell'ordine di 1018 particelle per m3, ed in pratica può essere assunto costante.
Pertanto, se si indica con {\displaystyle q} la densità di corrente termica espressa in W m−3, la legge di Fourier della conduzione, da calcolare soltanto lungo la direzione {\displaystyle r_{B}} del campo magnetico, diviene:
{\displaystyle q=0.9~10^{-11}~{\frac {\partial ^{2}T^{7/2}}{\partial r_{B}^{2}}}}
Calcoli numerici hanno dimostrato che la conducibilità della corona è paragonabile a quella del rame.

### Sismologia della corona
La sismologia della corona è un nuovo modo di studiare il plasma della corona solare con l'uso delle onde magneto-idrodinamiche (MHD).
La magnetoidrodinamica studia la dinamica dei fluidi conduttori (elettricamente) — in questo caso il fluido è il plasma coronale.
Da un punto di vista filosofico, la sismologia coronale è simile alla sismologia terrestre, all'eliosismologia, alla spettroscopia del plasma di laboratorio. In tutti questi campi, onde di vario tipo sono usate per indagare su un mezzo.
Le potenzialità della sismologia nella determinazione dei campi magnetici coronali, della scala
di altezza della densità, della struttura fine e del riscaldamento è stata dimostrata da diversi gruppi di ricerca.

## Problema del riscaldamento
Il problema del riscaldamento della corona si riferisce alla spiegazione delle alte temperature della corona rispetto alla superficie. Queste richiedono un trasporto di energia dall'interno del sole alla corona attraverso processi non termici, perché la seconda legge della termodinamica impedisce che il calore fluisca direttamente dalla fotosfera solare a circa 5800 K verso la corona molto più calda a circa 1-3 milioni K (alcune zone possono raggiungere anche i 10 milioni K). Si può calcolare facilmente l'ammontare di energia richiesto per riscaldare la corona, circa 1 kW per metro quadro di superficie solare, circa 1/40000 dell'insieme di energia luminosa emessa. Questa quantità di energia deve bilanciare le perdite radiative della corona solare ed il calore condotto dagli elettroni liberi lungo le linee di campo verso gli strati più freddi ed interni, attraverso la ripidissima regione di transizione, fino a dove la temperatura non raggiunge il valore minimo di 4.400 K in cromosfera.
Questa sottile regione in cui la temperatura aumenta rapidamente dalla cromosfera alla corona è conosciuta come la zona di transizione e può estendersi da dieci a centinaia di chilometri.
Per fare un esempio, è come se una lampadina riscaldasse l'aria circostante rendendola più calda della superficie del vetro. La seconda legge della termodinamica sarebbe violata.
Sono attualmente emerse due teorie per spiegare il fenomeno: il riscaldamento attraverso le onde e la riconnessione magnetica (o nanobrillamenti). Anche se negli scorsi 50 anni nessuna delle due ha potuto fornire una risposta, alcuni fisici pensano che la soluzione consista in una qualche combinazione delle due teorie, sebbene non siano ancora chiari i dettagli.
La missione della NASA Solar Probe + prevede di avvicinarsi al Sole a una distanza di circa 9.5 raggi solari per studiare il riscaldamento coronale e l'origine del vento solare. Nel 2012 utilizzando i dati del Solar Dynamics Observatory, Sven Wedemeyer-Böhm Institute of Theoretical Astrophysics dell'Università di Oslo e i suoi collaboratori hanno individuato migliaia di Tornado Magnetici che trasportano l'energia termica dagli strati più interni del sole a quelli più esterni.
| Modelli di riscaldamento                                 | Modelli di riscaldamento                                                                                             | Modelli di riscaldamento |
| Idrodinamici                                             | Magnetici | Magnetici |
| -------------------------------------------------------- | --- | --- |
| - Nessun campo magnetico - Stelle che ruotano lentamente | Correnti continue (riconnessione)                                                                                    | Correnti alternate (onde) |
| - Nessun campo magnetico - Stelle che ruotano lentamente | - Tensioni di campo B - Eventi di riconnessione - brillamenti-nanobrillamenti - Riscaldamento uniforme e stazionario | - Moto dei piedi degli archi in fotosfera - propagazione di onde MHD - Elevato flusso di onde di Alfvén - Riscaldamento non-uniforme |
| Non il nostro Sole!                                      | Teorie competitive                                                                                                   | Teorie competitive |

### Teoria delle onde
La teoria del riscaldamento attraverso le onde venne proposta nel 1949 da Évry Schatzman e ipotizza che onde trasportino energia dall'interno del sole alla cromosfera e alla corona. Il Sole è costituito da plasma, che permette l'attraversamento di varie tipi di onde, analogamente alle onde sonore nell'aria. I tipi di onde più importanti sono le onde magnetoacustiche e le onde di Alfvén. Le prime sono onde sonore modificate dalla presenza di un campo magnetico mentre le ultime sono simile alle onde radio ULF modificate dall'interazione con il plasma. Entrambi i tipi possono essere generate dalla turbolenza della granulazione e della supergranulazione nella fotosfera solare, ed entrambe possono trasportare energia per una certa distanza attraverso l'atmosfera solare prima di diventare onde d'urto e dissipare la loro energia in calore.
Un problema di questa teoria consiste nel trasporto del calore nel luogo appropriato. Le onde magnetoacustiche non possono trasportare energia sufficiente attraverso la cromosfera verso la corona a causa della bassa pressione presente nella cromosfera e a causa della tendenza ad essere riflesse indietro nella fotosfera. Le onde di Alfvén possono trasportare abbastanza energia, ma non si dissipano velocemente nella corona. Le onde che sono presenti nel plasma sono difficili da capire e da descrivere analiticamente, ma simulazioni al computer effettuate da Thomas Bogdan e dai suoi colleghi nel 2003 sembrano mostrare che le onde di Alfvén possano tramutarsi in altre onde alla base della corona, fornendo un percorso per il trasporto di grandi quantità di energia dalla fotosfera nella corona e dissiparsi una volta entrate in essa sotto forma di calore.
Un altro problema con la teoria del riscaldamento basata sulle onde era la completa assenza, fino alla fine degli anni novanta, di qualsiasi evidenza diretta di onde che attraversano la corona solare. La prima osservazione di onde che si propagano nella corona è stata compiuta nel 1997 con il satellite SOHO, la prima piattaforma spaziale in grado di osservare il Sole nei raggi EUV per lunghi periodi di tempo con fotometria stabile. Quelle erano onde magneto-acustiche alla frequenza di circa 1 millihertz (che corrispondono a un periodo d'onda di circa 1.000 secondi) che trasportavano soltanto il 10% dell'energia richiesta per riscaldare la corona. Molte osservazioni esistono di fenomeni dovuti a onde localizzate in alcune regioni coronali, come onde di Alfvén emesse da brillamenti solari, ma si tratta di eventi transienti che non possono spiegare il riscaldamento uniforme della corona.
Non si sa ancora esattamente quanta energia trasportata dalle onde possa essere resa disponibile per riscaldare la corona. I risultati pubblicati nel 2004 usando i dati di TRACE sembrano indicare che ci sono onde nell'atmosfera solare alla frequenza addirittura di 100 mHz (corrispondente a un periodo di circa 10 secondi). Le misure di temperatura di ioni diversi nel vento solare con lo strumento UVCS su SOHO hanno fornito una forte evidenza indiretta della presenza di onde alla frequenza persino di 200 Hz, che cade nell'intervallo di udibilità dell'orecchio umano. Queste onde sono molto difficili da individuare in circostanze normali, ma i dati raccolti durante le eclissi solari dal gruppo di Williams College suggeriscono la presenza di tali onde tra 1–10 Hz.
Recentemente, moti alfvénici sono stati trovati nella parte più bassa dell'atmosfera solare nel Sole quieto, nei buchi coronali e nelle regioni attive con osservazioni compiute con l'AIA su Solar Dynamics Observatory. Queste oscillazioni di Alfvén hanno una potenza considerevole, e sembrano essere connesse alle oscillazioni di Alfvén precedentemente registrate con il satellite Hinode.

### Teoria della riconnessione magnetica

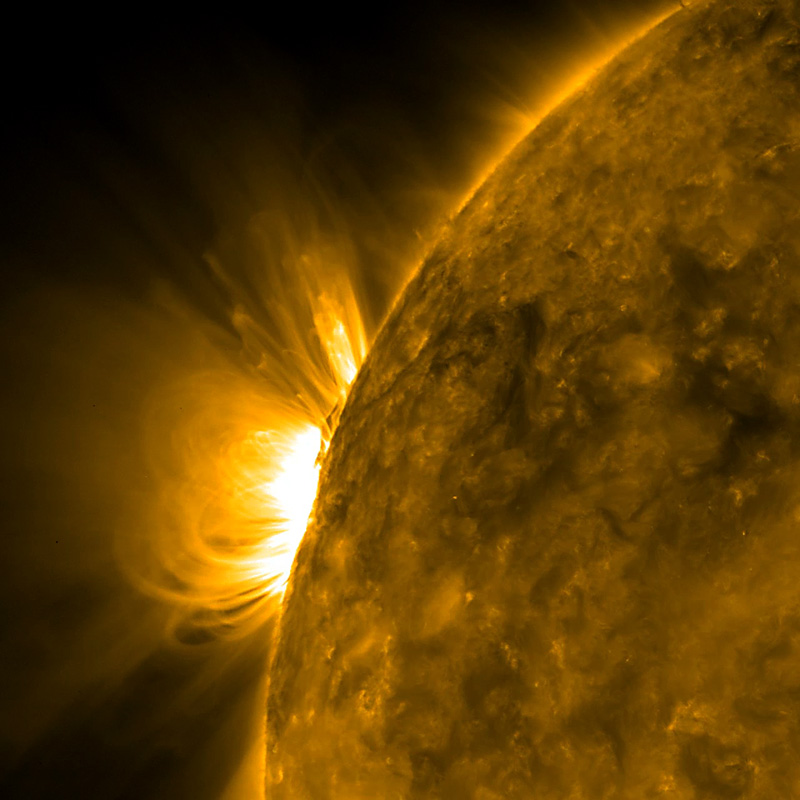
Regione attiva osservata nei raggi EUV da Solar Dynamics Observatory (SDO)

Questa teoria si riferisce alle induzioni di correnti elettriche nella corona da parte del campo magnetico solare. Queste correnti collasserebbero immediatamente, rilasciando energia sotto forma di calore e onde nella corona. Questo processo viene chiamato "riconnessione" per il comportamento particolare dei campi magnetici nel plasma (o in un qualunque fluido conduttore come il mercurio o l'acqua di mare). In un plasma le linee del campo magnetico sono normalmente collegate a elementi di materia, in modo che la topologia del campo magnetico rimanga la stessa: se una particolare coppia di poli magnetici nord e sud sono collegati da una linea di campo, allora anche se il plasma o i magneti si muovono, quella linea di campo continuerà a connettere quei particolari poli. La connessione viene mantenuta dalle correnti elettriche indotte nel plasma. Sotto certe condizioni queste correnti possono collassare, permettendo al campo magnetico di "riconnettersi" ad altri poli magnetici e rilasciare energia sotto forma di calore e onde.
La riconnessione magnetica è il fenomeno che provoca i brillamenti solari, le più grandi esplosioni nel sistema solare. Inoltre, la superficie del sole è coperta da milioni di piccole regioni magnetizzate di 50–1000 km che si muovono costantemente sotto l'effetto della granulazione. Il campo magnetico nella corona dovrebbe quindi essere soggetto a costanti riconnessioni per adattarsi al movimento di questo "tappeto magnetico", e l'energia rilasciata da questo processo è una candidata come fonte del calore della corona, forse sotto forma di "microbrillamenti" o di nanobrillamenti, ognuno dei quali produrrebbe un contributo di energia.
Questa teoria fu sostenuta da Eugene Parker negli anni ottanta, ma è ancora controversa. In particolare, i telescopi TRACE e SOHO/EIT sono in grado di osservare singoli microbrillamenti come piccole luminosità nella luce ultravioletta, e ne sono stati rilevati troppo pochi per giustificare l'energia della corona. Una porzione di essa potrebbe essere sotto forma di onde, o da un processo di riconnessione magnetica talmente graduale da fornire energia in modo continuativo e non essere rilevato dai telescopi. Attualmente si stanno effettuando delle ricerche su varianti di questa teoria come ipotesi su altre cause di stress del campo magnetico o di produzione di energia.

### Spicole (di tipo II)
Per decenni, i ricercatori hanno creduto che le spicole potessero fornire calore alla corona. Tuttavia, l'attività di ricerca svolta nel campo osservativo negli anni ottanta aveva trovato che il plasma delle spicole non raggiungeva le temperature coronali, e pertanto la teoria era stata scartata.
Secondo quanto dimostrato da studi effettuati nel 2010 al National Centre for Atmospheric Research nel Colorado, in collaborazione con i ricercatori del Lockheed Martin's Solar and Astrophysics Laboratory (LMSAL) e dell'Università di Oslo, una nuova classe di spicole (di TIPO II) scoperta nel 2007, che viaggiano più velocemente (fino a 100 km/s) e hanno durata più breve, possono risolvere il problema. Questi getti portano plasma caldo nell'atmosfera esterna del Sole. Così, d'ora innanzi, ci si potrà aspettare una maggiore comprensione della corona e progressi nella conoscenza dell'influenza del Sole sulla parte più esterna dell'atmosfera terrestre. Per verificare questa ipotesi, sono stati utilizzati lo strumento Atmospheric Imaging Assembly sul satellite Solar Dynamics Observatory, recentemente lanciato dalla NASA, e il Focal Plane Package per il Solar Optical Telescope sul satellite giapponese Hinode. L'elevata risoluzione spaziale e temporale degli strumenti più recenti rivela questo flusso di massa coronale.
Queste osservazioni rivelano una connessione biunivoca tra il plasma che è riscaldato a milioni di gradi e le spicole che inseriscono questo plasma nella corona.

## Voci correlate

STEREO-Prime immagini animate